# Evening
Evening (bra: Ao Entardecer; prt: Ao Anoitecer) é um filme de 2007, um drama romântico dirigido por Lajos Koltai com roteiro baseado no romance homônimo de Susan Minot, adaptado por ela e Michael Cunningham.

## Sinopse
Prestes a morrer, Anne Grant Lord conta às filhas suas memórias sobre um relacionamento que teve com Harris Arden (Patrick Wilson).

## Elenco
- Vanessa Redgrave (Ann Lord)
- Toni Collette (Nina Mars)
- Claire Danes (Ann Grant)
- Natasha Richardson (Constance Haverford)
- Patrick Wilson (Harris Arden)
- Hugh Dancy (Buddy Wittenborn)
- Mamie Gummer (Lila Wittenborn)
- Meryl Streep (Lila Ross)
- Glenn Close (Sra. Wittenborn)
- Ebon Moss-Bachrach (Luc)
- Barry Bostwick (Sr. Wittenborn)
- David Furr (Ralph Haverford)
- Sarah Viccellio (Lizzie Tull)

## Recepção
No consenso do agregador de críticas Rotten Tomatoes diz: "Lindamente filmado, mas decididamente monótono, Evening é um desperdício colossal [ sic ] de um elenco talentoso". Na pontuação onde a equipe do site categoriza as opiniões da grande mídia e da mídia independente apenas como positivas ou negativas, o filme tem um índice de aprovação de 27% calculado com base em 129 comentários dos críticos. Por comparação, com as mesmas opiniões sendo calculadas usando uma média aritmética ponderada, a nota alcançada é 4,9/10.
Em outro agregador, o Metacritic, que calcula as notas das opiniões usando somente uma média aritmética ponderada de determinados veículos de comunicação em maior parte da grande mídia, tem uma pontuação de 45/100, alcançada com base em 33 avaliações da imprensa anexadas no site, com a indicação de "revisões mistas ou neutras".